# Franz-Beckenbauer-Supercup
Der Franz-Beckenbauer-Supercup (1987–1996: DFB-Supercup, 2010–2024: DFL-Supercup) ist ein seit 1987 zu Saisonbeginn ausgetragener Wettbewerb des deutschen Männerfußballs unter Obhut der DFL. Ziel ist es, einen Sieger im Duell zwischen dem Deutschen Meister und dem DFB-Pokal-Sieger der abgelaufenen Saison zu ermitteln. Gewinnt ein Verein das Double, tritt dieser gegen den Vizemeister an.

## Geschichte und Modus

Logo von 2010 bis 2016

Der Wettbewerb fand bereits zwischen 1987 und 1996 unter der Bezeichnung „DFB-Supercup“ (ab 1992 auch als „Panasonic-Supercup“, benannt nach einem der Sponsoren) statt. Hätte ein Verein das Double gewonnen, wären die beiden Pokalfinalisten erneut gegeneinander angetreten, was aber nie der Fall war. Wegen der Wiedervereinigung wurden 1991 Halbfinalspiele zwischen dem westdeutschen Meister und Pokalsieger und den jeweiligen NOFV-Vertretern ausgetragen. Nach 1996 wurde der Wettbewerb zugunsten des als Turnier ausgespielten Ligapokals (ausgespielt bis 2007) eingestellt und 2010 unter der Regie der DFL reaktiviert.
Im Unterschied zum DFB-Supercup tritt für den Fall des Gewinns des Doubles durch einen Verein nun der Vizemeister gegen den Meister an. Auch gibt es bei unentschiedenem Spielstand nach 90 Minuten keine Verlängerung mehr, sondern direkt im Anschluss ein Elfmeterschießen. Seit 2011 findet die Begegnung in der Regel im Stadion des DFB-Pokalsiegers bzw. Vizemeisters statt, festgeschrieben ist das aber nicht.
2017 kam in Dortmund erstmals bei einem Fußballspiel in Deutschland der Videobeweis zum Einsatz.
Im Dezember 2024 beschlossen die DFL und der DFB zur Ehrung des im Januar 2024 verstorbenen Franz Beckenbauer die Umbenennung in Franz-Beckenbauer-Supercup.
Bisher gewann der Meister siebzehnmal, der jeweilige Gegner (Pokalsieger bzw. ggf. der Vizemeister) neunmal den Supercup.

## Die offiziellen Spiele im Überblick
| Jahr | Spielort                             | Meister                  | Ergebnis              | Pokalsieger / Vizemeister |
| --- | ------------------------------------ | ------------------------ | --------------------- | ------------------------- |
| DFB-Supercup |                                      |                          |                       |                           |
| 1987 | Waldstadion, Frankfurt am Main       | FC Bayern München        | 2:1                   | Hamburger SV              |
| 1988 | Waldstadion, Frankfurt am Main       | Werder Bremen            | 2:0                   | Eintracht Frankfurt       |
| 1989 | Fritz-Walter-Stadion, Kaiserslautern | FC Bayern München        | 3:4                   | Borussia Dortmund         |
| 1990 | Wildparkstadion, Karlsruhe           | FC Bayern München        | 4:1                   | 1. FC Kaiserslautern      |
| 1991 | Niedersachsenstadion, Hannover       | 1. FC Kaiserslautern (1) | 3:1                   | Werder Bremen (2)         |
| 1992 | Niedersachsenstadion, Hannover       | VfB Stuttgart            | 3:1                   | Hannover 96               |
| 1993 | Ulrich-Haberland-Stadion, Leverkusen | Werder Bremen            | 2:2 n. V. / 7:6 i. E. | Bayer 04 Leverkusen       |
| 1994 | Olympiastadion, München              | FC Bayern München        | 1:3 n. V.             | Werder Bremen             |
| 1995 | Rheinstadion, Düsseldorf             | Borussia Dortmund        | 1:0                   | Borussia Mönchengladbach  |
| 1996 | Carl-Benz-Stadion, Mannheim          | Borussia Dortmund        | 1:1 n. V. / 4:3 i. E. | 1. FC Kaiserslautern      |
| Keine Austragung von 1997 bis 2009, bis 2007 durch den Ligapokal ersetzt. |                                      |                          |                       |                           |
| DFL-Supercup |                                      |                          |                       |                           |
| 2010 | impuls arena, Augsburg               | FC Bayern München        | 2:0                   | FC Schalke 04 (3)         |
| 2011 | Veltins-Arena, Gelsenkirchen         | Borussia Dortmund        | 00:0 / 3:4 i. E. (4)  | FC Schalke 04             |
| 2012 | Allianz Arena, München               | Borussia Dortmund        | 1:2                   | FC Bayern München (3)     |
| 2013 | Signal Iduna Park, Dortmund          | FC Bayern München        | 2:4                   | Borussia Dortmund (3)     |
| 2014 | Signal Iduna Park, Dortmund          | FC Bayern München        | 0:2                   | Borussia Dortmund (3)     |
| 2015 | Volkswagen Arena, Wolfsburg          | FC Bayern München        | 01:1 / 4:5 i. E. (4)  | VfL Wolfsburg             |
| 2016 | Signal Iduna Park, Dortmund          | FC Bayern München        | 2:0                   | Borussia Dortmund (3)     |
| 2017 | Signal Iduna Park, Dortmund          | FC Bayern München        | 02:2 / 5:4 i. E. (4)  | Borussia Dortmund         |
| 2018 | Commerzbank-Arena, Frankfurt am Main | FC Bayern München        | 5:0                   | Eintracht Frankfurt       |
| 2019 | Signal Iduna Park, Dortmund          | FC Bayern München        | 0:2                   | Borussia Dortmund (3)     |
| 2020 | Allianz Arena, München               | FC Bayern München        | 3:2                   | Borussia Dortmund (3)     |
| 2021 | Signal Iduna Park, Dortmund          | FC Bayern München        | 3:1                   | Borussia Dortmund         |
| 2022 | Red Bull Arena, Leipzig              | FC Bayern München        | 5:3                   | RB Leipzig                |
| 2023 | Allianz Arena, München               | FC Bayern München        | 0:3                   | RB Leipzig                |
| 2024 | BayArena, Leverkusen                 | Bayer 04 Leverkusen      | 02:2 / 4:3 i. E. (4)  | VfB Stuttgart (3)         |
| Franz-Beckenbauer-Supercup |                                      |                          |                       |                           |
| 2025 | MHPArena, Stuttgart                  | FC Bayern München        | 2:1                   | VfB Stuttgart             |
| (1) 2:1-Halbfinalsieger gegen NOFV-Double-Gewinner Hansa Rostock (Ostseestadion, Rostock) (2) 1:0-Halbfinalsieger gegen NOFV-Pokalfinalist Eisenhüttenstädter FC Stahl (Bremer Brücke, Osnabrück) (3) Vizemeister, da der jeweilige Meister das Double gewinnen konnte (4) ohne Verlängerung |                                      |                          |                       |                           |

## Rangliste der Teilnehmer
| Rang | Verein                      | Siege | Jahr(e) (1)                                                                                                | Teilnahmen |
| --- | --------------------------- | ----- | --- | ---------- |
| 01 | FC Bayern München           | 11    | 1987, 1989, 1990, 1994, 2010, 2012, 2013, 2014, 2015, 2016, 2017, 2018, 2019, 2020, 2021, 2022, 2023, 2025 | 18         |
| 02 | Borussia Dortmund           | 06    | 1989, 1995, 1996, 2011, 2012, 2013, 2014, 2016, 2017, 2019, 2020, 2021                                     | 12         |
| 03 | Werder Bremen               | 03    | 1988, 1991, 1993, 1994                                                                                     | 04         |
| 04 | 1. FC Kaiserslautern        | 01    | 1990, 1991, 1996                                                                                           | 03         |
| 04 | VfB Stuttgart               | 01    | 1992, 2024, 2025                                                                                           | 03         |
| 06 | FC Schalke 04               | 01    | 2010, 2011                                                                                                 | 02         |
| 06 | RB Leipzig                  | 01    | 2022, 2023                                                                                                 | 02         |
| 06 | Bayer 04 Leverkusen         | 01    | 1993, 2024                                                                                                 | 02         |
| 09 | VfL Wolfsburg               | 01    | 2015 | 01         |
| 10 | Eintracht Frankfurt         | 0–    | 1988, 2018                                                                                                 | 02         |
| 011 | Eisenhüttenstädter FC Stahl | 0–    | 1991 | 101 (2)    |
| 011 | Hamburger SV                | 0–    | 1987 | 01         |
| 011 | Hannover 96                 | 0–    | 1992 | 01         |
| 011 | Bor. Mönchengladbach        | 0–    | 1995 | 01         |
| 011 | Hansa Rostock               | 0–    | 1991 | 101 (2)    |
| (1) Gewinnjahre sind fett dargestellt. (2) Im Jahr 1991 wurden im Zuge der Wiedervereinigung vor dem Finale zwei Halbfinalspiele ausgetragen, in denen der Eisenhüttenstädter FC Stahl und Hansa Rostock ausschieden. |                             |       | |            |

## Rekorde
In Deutschland noch aktive Spieler bzw. Trainer sind fett dargestellt (Stand: nach Supercup 2025).
| Rang | Spieler            | Verein                                      | Spiele |
| ---- | ------------------ | ------------------------------------------- | ------ |
| 1    | Thomas Müller      | FC Bayern München                           | 12     |
| 2    | Robert Lewandowski | Borussia Dortmund (3) FC Bayern München (8) | 11     |
| 3    | Manuel Neuer       | FC Schalke 04 (1) FC Bayern München (10)    | 11     |
| 4    | Joshua Kimmich     | FC Bayern München                           | 09     |
| 5    | Mats Hummels       | Borussia Dortmund (4) FC Bayern München (3) | 07     |
|      | Kingsley Coman     | FC Bayern München                           | 07     |
| 7    | Philipp Lahm       | FC Bayern München                           | 06     |
|      | David Alaba        | FC Bayern München                           | 06     |
| 9    | Uli Borowka        | Werder Bremen                               | 05     |
|      | Javi Martínez      | FC Bayern München                           | 05     |
|      | Oliver Reck        | Werder Bremen                               | 05     |
|      | Mirko Votava       | Werder Bremen                               | 05     |
|      | Jérôme Boateng     | FC Bayern München                           | 05     |
|      | Łukasz Piszczek    | Borussia Dortmund                           | 05     |
|      | Thiago             | FC Bayern München                           | 05     |
|      | Marco Reus         | Borussia Dortmund                           | 05     |
|      | Niklas Süle        | FC Bayern München (1)                       | 05     |
|      | Alphonso Davies    | FC Bayern München                           | 05     |

| Rang | Spieler                   | Verein                                      | Tore |
| ---- | ------------------------- | ------------------------------------------- | ---- |
| 1    | Robert Lewandowski        | Borussia Dortmund (1) FC Bayern München (6) | 7    |
| 2    | Thomas Müller             | FC Bayern München                           | 5    |
| 3    | Wynton Rufer              | Werder Bremen                               | 4    |
|      | Dani Olmo                 | RB Leipzig                                  | 4    |
| 5    | Arjen Robben              | FC Bayern München                           | 3    |
|      | Jürgen Wegmann            | FC Bayern München (2) Borussia Dortmund (1) | 3    |
|      | Marco Reus                | Borussia Dortmund                           | 3    |
| 8    | Pierre-Emerick Aubameyang | Borussia Dortmund                           | 2    |
|      | Günter Breitzke           | Borussia Dortmund                           | 2    |
|      | Jürgen Degen              | 1. FC Kaiserslautern                        | 2    |

| Rang | Trainer             | Verein                                           | Spiele |
| ---- | ------------------- | ------------------------------------------------ | ------ |
| 1    | Otto Rehhagel       | Werder Bremen (4) 1. FC Kaiserslautern (1)       | 5      |
| 2    | Jupp Heynckes       | FC Bayern München                                | 4      |
|      | Jürgen Klopp        | Borussia Dortmund                                | 4      |
| 5    | Karl-Heinz Feldkamp | 1. FC Kaiserslautern (2) Eintracht Frankfurt (1) | 3      |
|      | Pep Guardiola       | FC Bayern München                                | 3      |
| 6    | Carlo Ancelotti     | FC Bayern München                                | 2      |
|      | Lucien Favre        | Borussia Dortmund                                | 2      |
|      | Ottmar Hitzfeld     | Borussia Dortmund                                | 2      |
|      | Niko Kovač          | FC Bayern München (1)                            | 2      |
|      | Julian Nagelsmann   | FC Bayern München                                | 2      |

## Austragungsorte
Die ersten beiden Spiele des DFB-Supercups 1987 und 1988 wurden in Frankfurt am Main ausgetragen. Eintracht Frankfurt, der Pokalsieger von 1988, konnte so im eigenen Stadion spielen. Es folgten die Spielorte Kaiserslautern und Karlsruhe. Nach der Wiedervereinigung wurde der Wettbewerb 1991 in Turnierform ausgetragen, die Halbfinals fanden in Rostock und Osnabrück statt, das Endspiel in Hannover. Auch 1992 wurde in Hannover gespielt, Zweitligist Hannover 96 nahm als Pokalsieger teil. 1993 war Leverkusen Spielort. Somit nahm wieder der aktuelle Pokalsieger im eigenen Stadion am Supercup teil. 1994 hatte zum ersten Mal der deutsche Meister ein Heimspiel im Supercup, als Bayern München im Olympiastadion gegen Werder Bremen antrat. Die letzten beiden Austragungen des DFB-Supercups fanden in Düsseldorf und Mannheim statt. Bemerkenswert: Werder Bremen gewann alle drei Titel im Stadion des Gegners.
Das erste Spiel um den DFL-Supercup wurde 2010 auf neutralem Platz in Augsburg ausgetragen. Von 2011 bis 2019 fand das Spiel im Stadion des Pokalsiegers bzw. des Vizemeisters statt. Seitdem wird von der DFL festgelegt, welcher der zwei Teilnehmer Heimrecht hat.
Bisher konnte siebenmal die Auswärtsmannschaft – 2016 bis 2018, 2021, 2022 und 2025 Meister FC Bayern München, 2023 Pokalsieger RB Leipzig – den Supercup gewinnen.

## Trophäen
Der Sieger des Wettbewerbs erhielt von 1987 bis 1995 jeweils einen Wanderpokal. 1996, bei der bis dahin letzten Supercup-Austragung, wurde einmalig eine andere, dem danach eingeführten Ligapokal sehr ähnliche, Trophäe vergeben. Heute befinden sich diese Pokale im Besitz des DFB.
Da Panasonic beginnend mit 1992 als Namenssponsor des Supercups auftrat, erhielt der Sieger in den Jahren von 1992 bis einschließlich 1995 zusätzlich einen jährlich neu gestalteten Pokal, den er behalten durfte; 1996 wurde kein solcher „Sponsor-Pokal“ mehr vergeben.
Seit Wiedereinführung des Wettbewerbs 2010 unter Regie der DFL wurde auch eine andere Trophäe als Wanderpokal vergeben. Diese ist 53 Zentimeter hoch, über 6 Kilogramm schwer und besteht aus zwei symbolisierten Armen, einem versilberten, der für die Deutsche Meisterschale und einem vergoldeten, der für den DFB-Pokal steht, die nach einem Ball aus echtem Silber greifen. Der Wert des Pokals beträgt in etwa 40.000 Euro. Gefertigt wurde der Pokal bei Koch & Bergfeld in Bremen.
Mit der Umbenennung des Wettbewerbs wurde 2025 auch die Trophäe angepasst. Unter anderem ist auf dem Ball nun eine Franz Beckenbauer symbolisierende Figur in Aktion zu sehen.

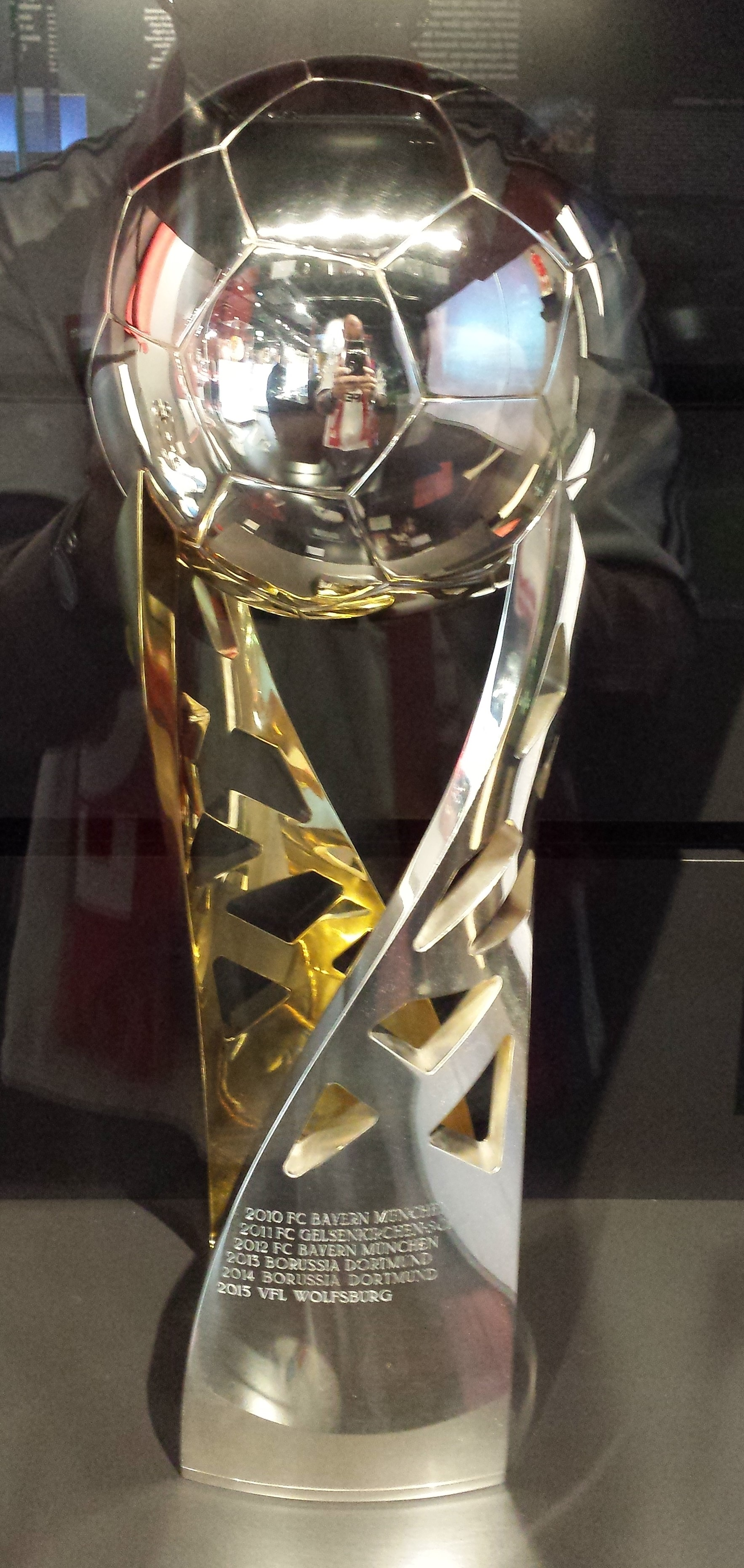
Die Trophäe von 2010 bis 2024
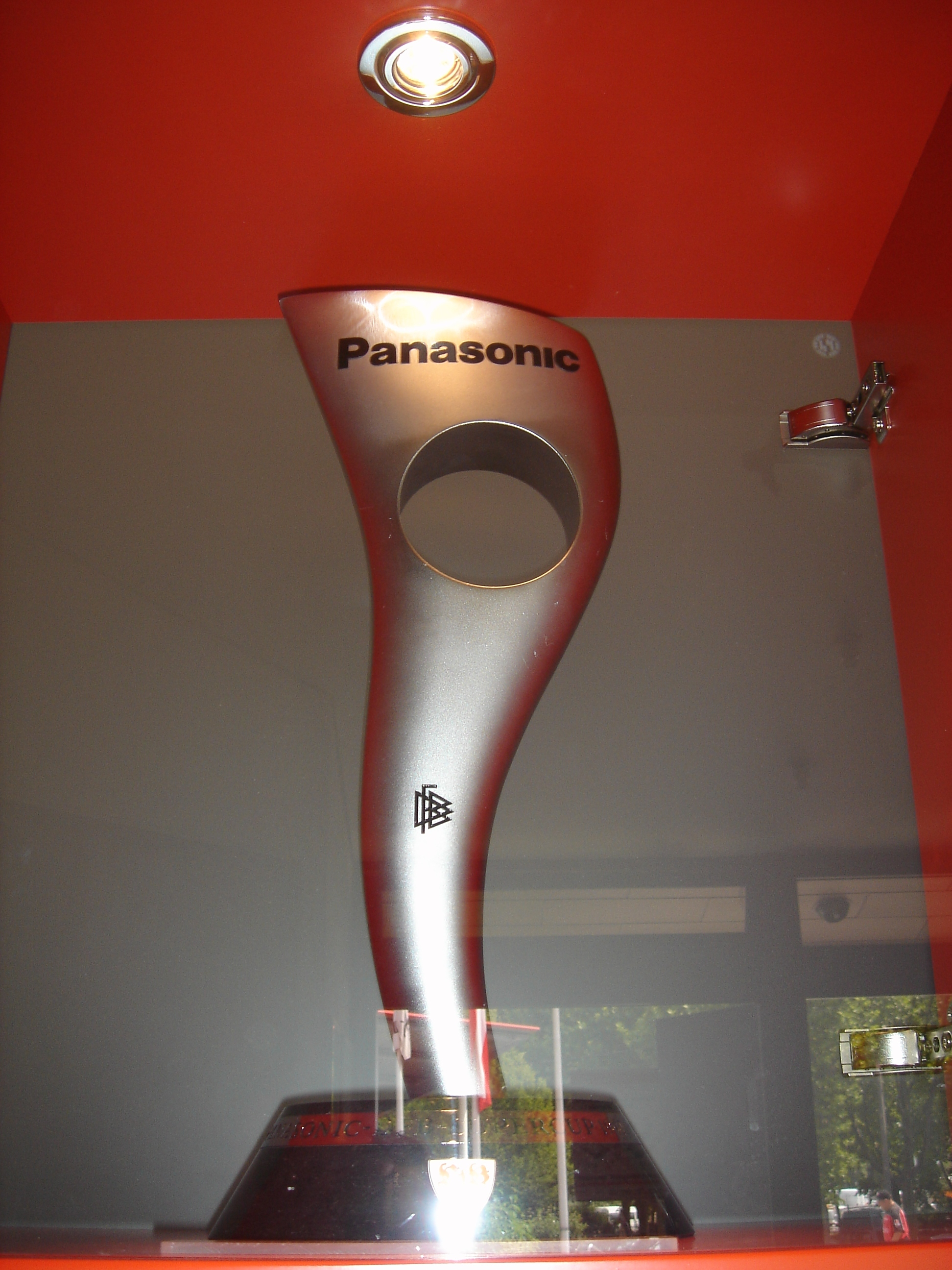
Der „Sponsor-Pokal“ von 1992

## Fernsehübertragung
Das DFL-Supercup-Spiel im Jahr 2010 wurde vom öffentlich-rechtlichen Fernsehsender Das Erste im deutschen frei empfangbaren Fernsehen gezeigt. Von 2011 bis 2020 wurden die Spiele des DFL-Supercups vom öffentlich-rechtlichen Fernsehsender ZDF gezeigt. Seit 2021 überträgt der Privatsender Sat.1 die Spiele im Free-TV.
Seit 2013 wird das Spiel zusätzlich im Pay-TV ausgestrahlt. Von 2013 bis 2016 hatte der Fernsehsender Sky die Rechte an der Übertragung, von 2017 bis 2020 wurden die Spiele beim Eurosport Player (2017 und 2018) und bei DAZN (2019 und 2020) gezeigt. Seit 2021 überträgt wieder Sky.

## Die inoffiziellen Spiele im Überblick
Bereits 1941 kam es unter der Bezeichnung „Herausforderungskampf“ zu einem direkten Vergleich zwischen dem Tschammer-Pokalsieger Dresdner SC und dem Deutschen Meister FC Schalke 04. Pokalsieger Dresden schlug Schalke im heimischen Stadion am Ostragehege mit 4:2.
1977 und 1983 fanden inoffizielle Spiele erstmals unter der Bezeichnung „Supercup“ auf Initiative der Vereine statt. Dabei traten die Deutschen Meister und DFB-Pokalsieger von 1976 bzw. 1982 gegeneinander an. 1977 besiegte Meister Borussia Mönchengladbach den Hamburger SV im Volksparkstadion mit 3:2, 1983 schlug Pokalsieger FC Bayern München im heimischen Olympiastadion den Hamburger SV nach einem 1:1 ohne Verlängerung mit 4:2 im Elfmeterschießen.
Da der Ligapokal 2008 wegen Terminproblemen nicht stattfinden konnte, beschlossen die Vereinsvorstände des FC Bayern München (Meister und Pokalsieger) und von Borussia Dortmund (Pokalfinalist), den Supercup wiederzubeleben. Der Antrag auf die Ausrichtung dieses Spieles wurde allerdings von der DFL abgelehnt. Deshalb fand der Supercup 2008 nur im inoffiziellen Rahmen als T-Home-Supercup statt. Dortmund gewann im Signal Iduna Park mit 2:1.
2009 fand der Ligapokal ebenfalls nicht statt, da die DFL vor einer Reform des Ligapokals erst eine eventuelle Aufstockung der Ersten und Zweiten Bundesliga abklären wollte. Deshalb vereinbarten Meister VfL Wolfsburg und Pokalsieger Werder Bremen, ähnlich wie im Vorjahr, eine inoffizielle Partie in der Wolfsburger Volkswagen Arena um den Volkswagen SuperCup auszutragen. Werder Bremen gewann mit 2:1.
Von den inoffiziellen Spielen gewann der Meister einmal, der jeweilige Gegner (Pokalsieger bzw. ggf. der Pokalfinalist) viermal die Begegnung.
| Datum | Spielort                                        | Meister                  | Ergebnis             | Pokalsieger/-finalist |
| --- | ----------------------------------------------- | ------------------------ | -------------------- | --------------------- |
| 016. März 1941 (1) | Stadion am Ostragehege des Dresdner SC, Dresden | FC Schalke 04            | 2:4                  | Dresdner SC           |
| 008. Januar 1977 (2) | Volksparkstadion, Hamburg                       | Borussia Mönchengladbach | 3:2                  | Hamburger SV          |
| 002. April 1983 (3) | Olympiastadion München                          | Hamburger SV             | 01:1 / 2:4 i. E. (4) | FC Bayern München     |
| 23. Juli 2008 | Signal Iduna Park, Dortmund                     | FC Bayern München        | 1:2                  | Borussia Dortmund (5) |
| 20. Juli 2009 | Volkswagen Arena, Wolfsburg                     | VfL Wolfsburg            | 1:2                  | Werder Bremen         |
| (1) Meister 1939/40 gegen Pokalsieger 1940 (2) Meister gegen Pokalsieger 1975/76 (3) Meister gegen Pokalsieger 1981/82 (4) ohne Verlängerung (5) Pokalfinalist, da der Meister das Double gewinnen konnte |                                                 |                          |                      |                       |